# Ermita de Sant Joan Baptista (la Iessa)
L'ermita de Sant Joan Baptista és un temple situat en una elevació rocosa del terreny, en el municipi de la Iessa. És un Bé de Rellevància Local amb identificador nombre 46.10.262-003.

## Descripció
És un edifici de planta rectangular. Està construït de maçoneria i cobert per teulada a dues aigües. No presenta cap decoració exterior. L'accés es realitza per un lateral, mitjançant una porxada situat entre dos amplis contraforts i que dona accés a un arc ogival en el qual es troba la porta.
L'interior està cobert per coberta sostinguda per bigues. A inicis del segle xxi, es troba buit, encara que els processos de restauració han detingut el seu deteriorament. Destaquen a l'interior els tres arcs apuntats de carreus que arrenquen des del sòl i el templet del presbiteri en estil renaixentista semi-derruït. Hi ha restes d'altres altars i un púlpit de pedra amb escala exempta. Una porta rectangular a la dreta donava pas a la sagristia.

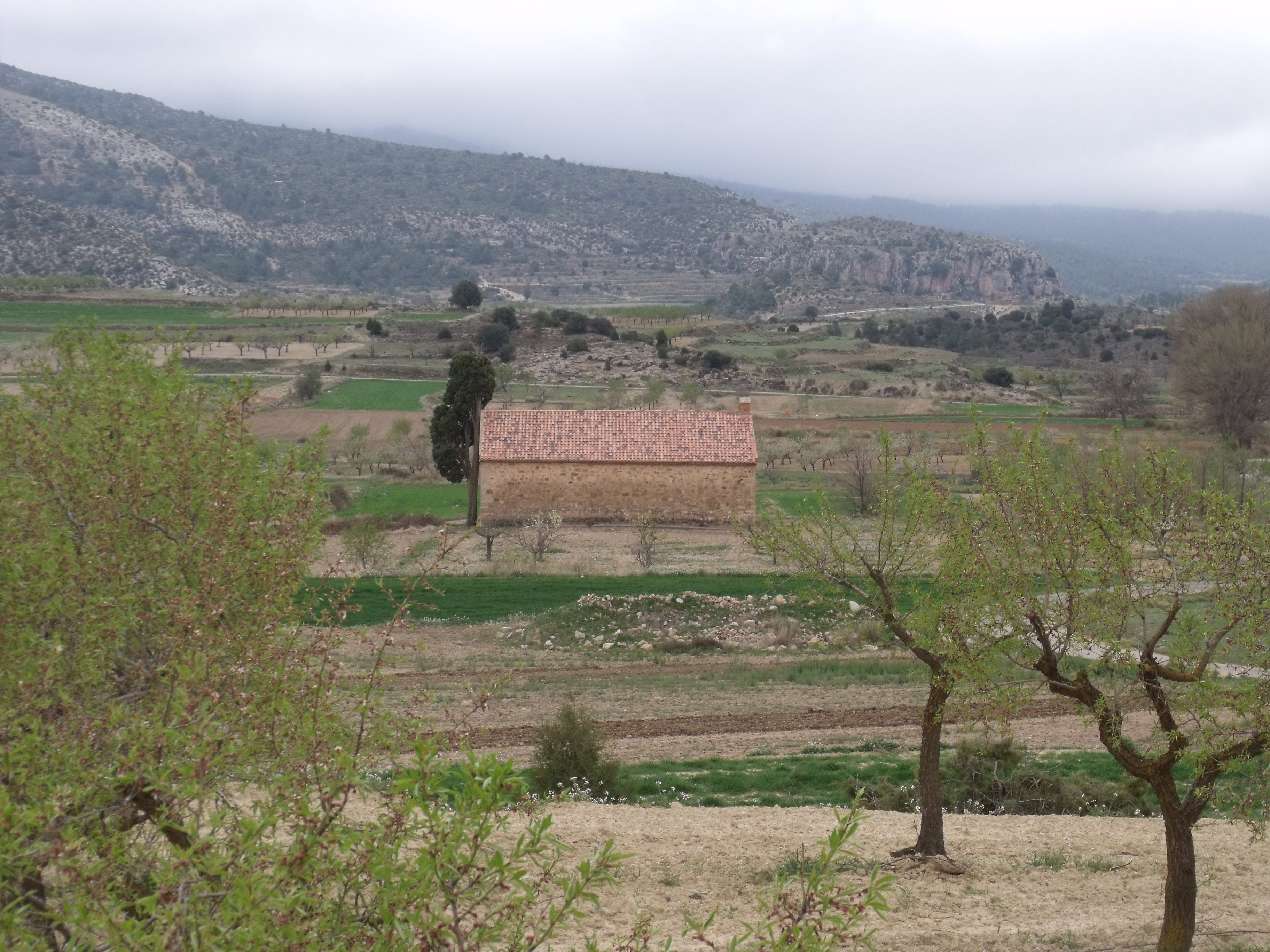
Vista general
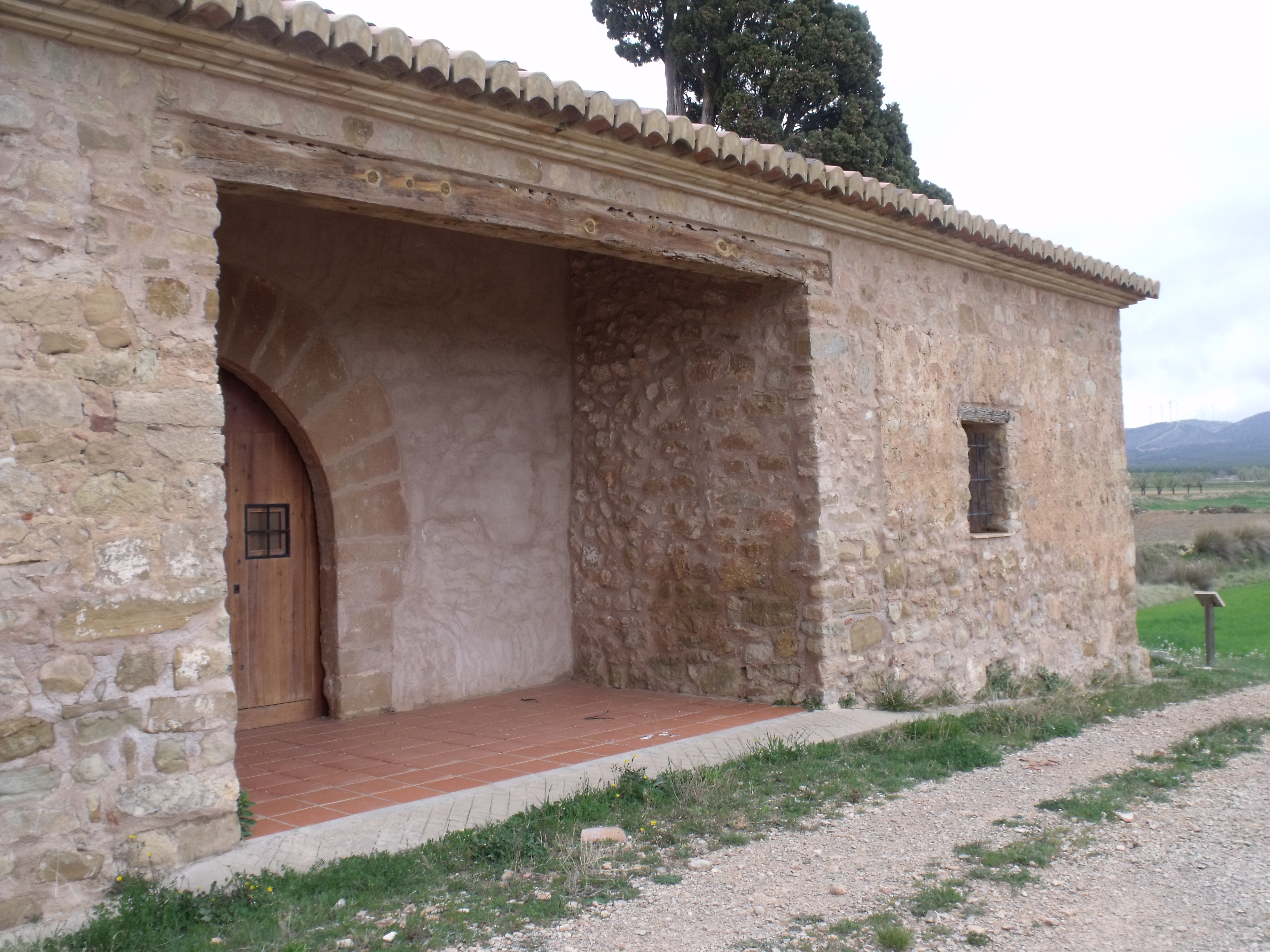
Façana principal
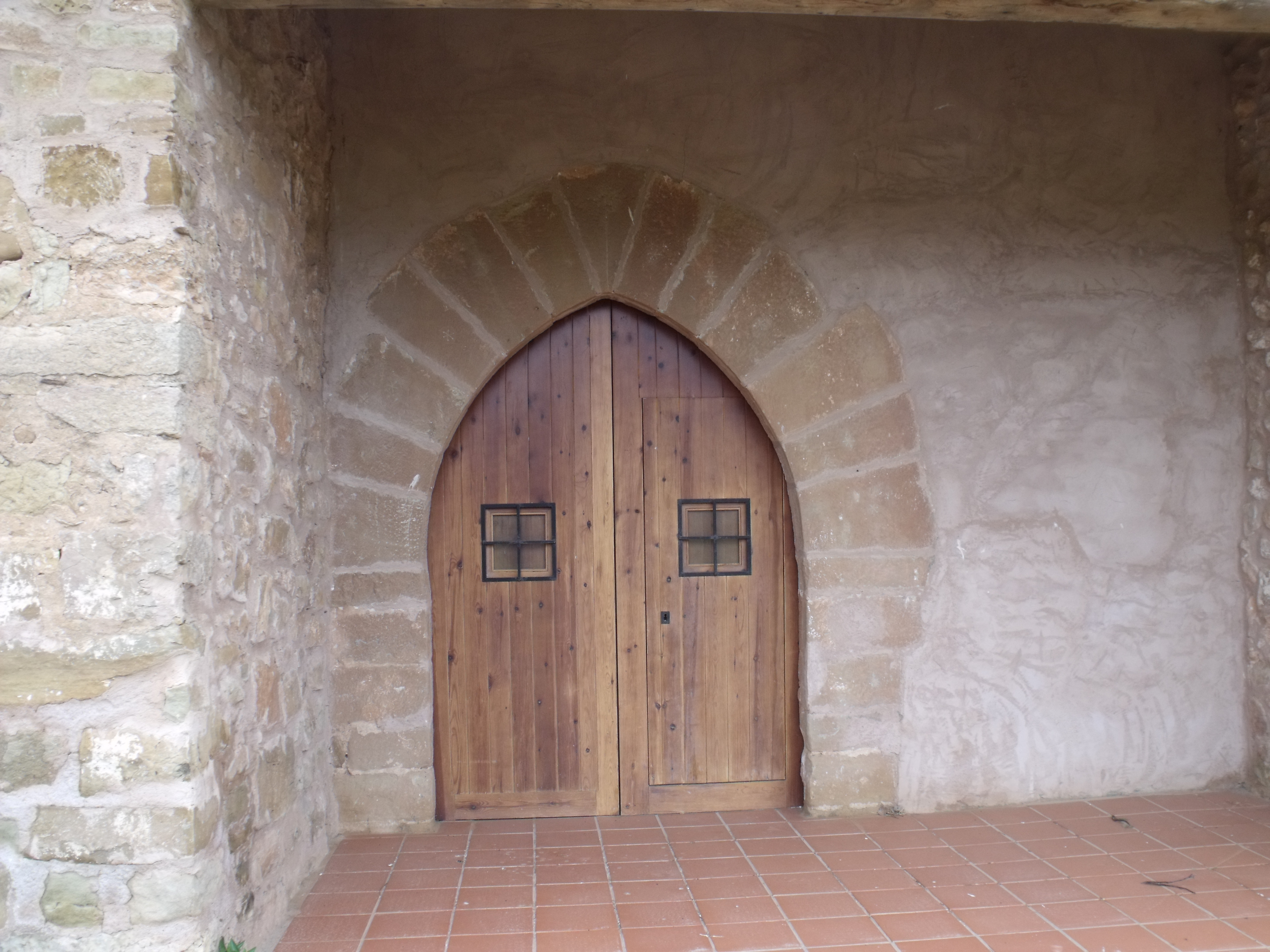
Porta d'accés